# Zeuge der Geschichte

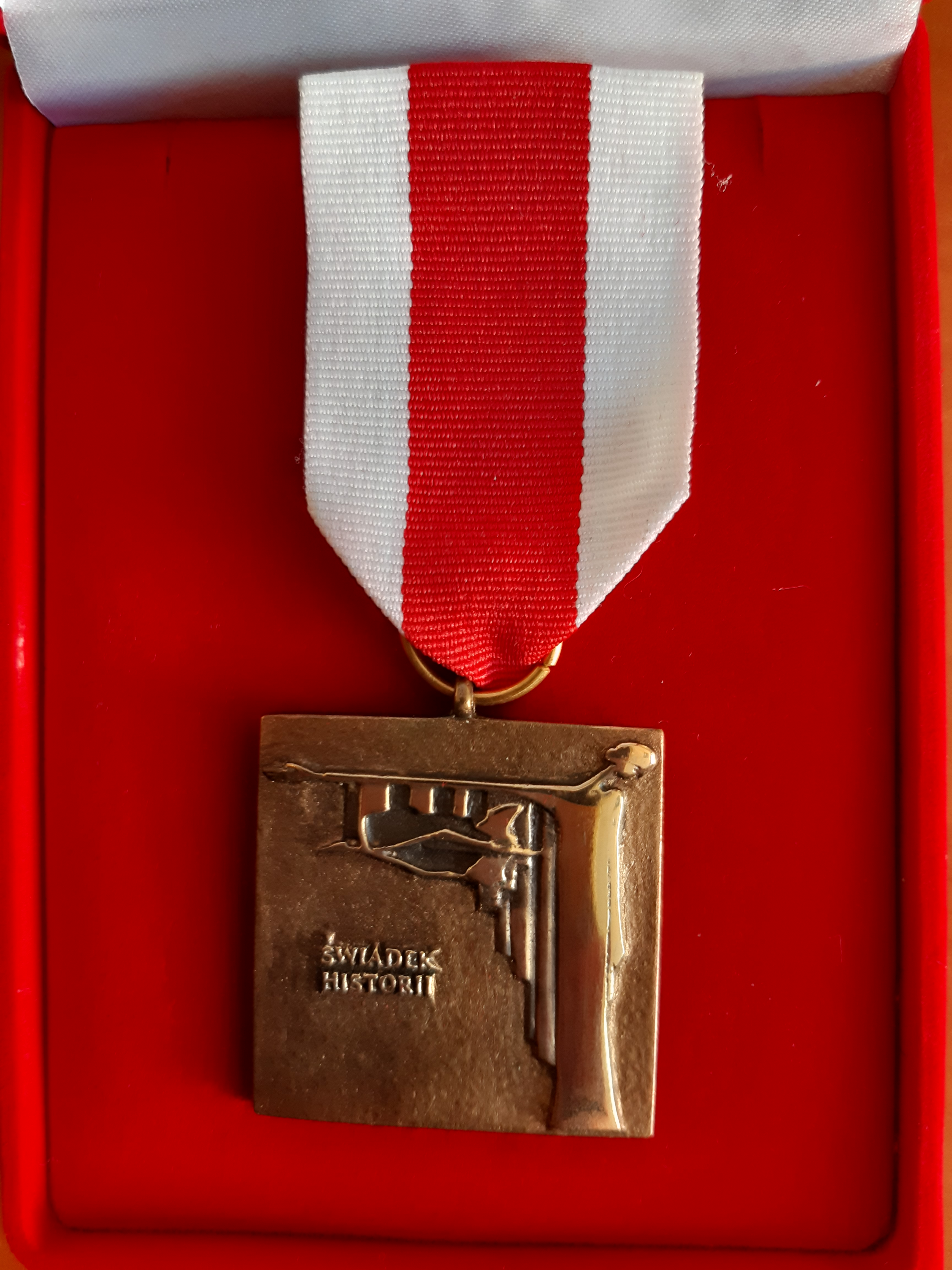
Preisträgermedaille

Der Preis „Zeuge der Geschichte“ (polnisch Świadek Historii) ist eine Ehrenauszeichnung, die alljährlich vom Institut für Nationales Gedenken (IPN) an diejenigen verliehen wird, die sich in besonderer Weise für das Gedenken an das Schicksal des polnischen Volkes einsetzen bzw. die Aktivitäten des IPN im Bereich der Bildung und Forschung unterstützen.

## Geschichte
Der Preis wurde erstmals 2009 verliehen. Seit 2014 kann der Preis auch an Personen vergeben werden, die außerhalb Polens leben.

## Verleihungsmodus
Kandidaten für die Auszeichnung werden von Institutionen, gesellschaftlichen Einrichtungen und natürlichen Personen vorgeschlagen.
Der Preis wird regional und auf internationaler Ebene verliehen. Regionale Nominierungskommissionen beraten darüber, welche Vorschläge in die Jury-Endrunde gelangen. Das Preiskomitee unter dem Vorsitz des Leiters des Instituts für Nationales Gedenken zeichnet dann jedes Jahr in der jeweiligen Region und ebenso im Ausland bis zu sechs Personen bzw. Institutionen aus. Zulässig sind dabei posthume Auszeichnungen.
Die Preisträger haben sich der Auszeichnung als würdig zu erweisen. In besonderen Fällen kann der Preis aberkannt werden.

## Preisträger (Auswahl)
- 2010: Edward Ozorowski
- 2011: Ryszard Kaczorowski (posthum)
- 2012: Ignacy Tokarczuk
- 2013: Zdzisław Palewicz, Bogusław Sonik
- 2015: Jan Niemiec
- 2017: Józef Piłsudski Institute of America